# Plutajući hotel
Plutajući hotel, vrsta plutajućeg objekta, po Pravilniku o plutajućim objektima, odnosno Pomorskom zakoniku RH. Namjena mu nije plovidba, nego služi u turističke svrhe kao hotel. Namjena mu je komercijalna za hotelijerstvo. Nema pogonskoga motora. Stalno je privezan ili usidren na rijeci, jezeru ili moru, a po potrebi se premješta drugim plovnim objektom.